# Герб Алатыря
Современный герб города Алатырь утверждён 29 мая 2009 года решением собрания депутатов города Алатыря № 40/32-4.
Герб установлен как герб Алатырского мунциипального округа Решением Собрание депутатов Алатырского муниципального округа Чувашской республики от 27.09.2024 № 1/20.

## Описание и обоснование символики
Геральдическое описание (блазон) гласит:
В червленом поле три золотых колчана, наполненных стрелами: два и один. В вольной части — законодательно установленная символика Чувашской Республики.
Щит увенчан муниципальной короной установленного образца.
Лук и стрелы были важнейшим оружием дальнего боя и охоты на протяжении многих тысячелетий и чрезвычайно широко употреблялись и в Древней Руси, и в Чувашии. При этом колчан, футляр для стрел, изготавливался из кожи, дерева, ткани, позднее из металла. Стрелы в колчане укладывались оперением вверх. На Руси чаще всего использовалось оперение в два пера. Оперение стрел многократно упоминается в летописях, былинах и других источниках и изображается на памятниках искусства. Сказки, притчи об отдельной стреле, которую легко можно сломать, в то время как пучок стрел остаётся невредимым, распространены на Руси как образ силы, они демонстрировали верность утверждения «в единении — сила».
Три колчана со стрелами отражают историческую связь времён, в то же время они олицетворяют единство и сплочённость народа, проживающего на древней Алатырской земле, готовность служить защите Родины.
Красный цвет в средневековой геральдике считался династическим. Кроме того, он символизирует такие качества, как благородство, справедливость, любовь к Богу и ближнему, мужество, храбрость, власть.
Жёлтый (золотой) цвет колчанов со стрелами олицетворяет Солнце — источник жизни и богатства, как материального, так и духовного. Золото символизирует такие качества и понятия, как верность, милосердие, а также мудрость.

## История

### 1780 год
Герб города утверждён Указом императрицы Екатерины II 22 декабря 1780 года.
В верхней части щита герб Симбирский. В нижней — три золотых колчана, наполненные стрелами, в красном поле, в знак того, что сих мест жители сие орудие с похвалою употреблять умелиП.П. Винклер
Автором всех гербов Симбирского наместничества стал герольдмейстер А. Волков.

### 1863 год
С 1857 года были введены новые нормы, разработанные государственной Герольдией. Щит был увеличен серебряной городской короной с тремя зубцами, указывающей на древность города и его происхождение от крепости как русского форпоста. По сторонам щита — золотые колосья, обозначающие развитие земледелия в крае (хлебная торговля). В месте соединения колосья перевиты Александровской лентой (красной). В таком виде герб просуществовал вплоть до 1917 года. С 1918 года были упразднены все государственные символы и регалии, знаки отличия, в том числе и гербы.

### 1979 год
21 ноября 1978 года решением Алатырского городского Совета народных депутатов была организована комиссия в составе 13 человек по разработке герба Алатыря. Её возглавил народный художник Чувашии Н. В. Овчинников. Среди 47 проектов первая премия присуждена не была, а второе и третье место заняли работы художника Валерия Бобкова. Доработанный проект герба, согласно замечаниям, был утвержден исполкомом 29 августа, а 24 октября 1979 года утверждён XIII сессией Алатырского городского Совета народных депутатов Чувашской АССР шестнадцатого созыва.

### Постсоветский
После распада СССР в городе использовался старый дореволюционный вариант герба c сохранённой надписью с именем города в верхней части.

### Современный вариант
Герб 1780 года был восстановлен в качестве официального символа города решением Собрания депутатов города Алатыря от 29 мая 2009 года. В червлёном поле 3 наполненных колчана: два по бокам и один в центре, ниже. В левом верхнем углу — квадратный флаг Чувашской республики. Над гербом располагается пятиконечная корона из золотого кирпича, показывающая, что герб принадлежит городскому округу.